# Makea Takau Ariki

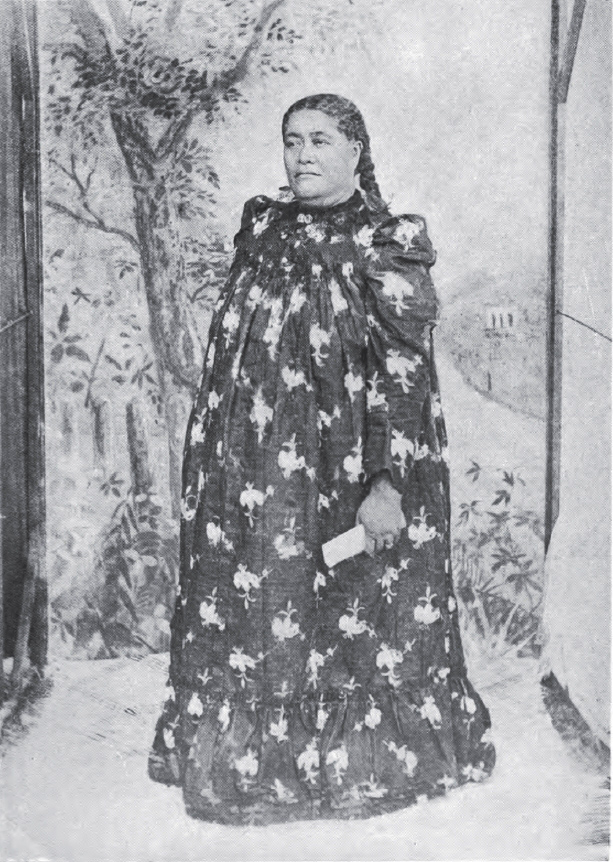
Makeatakauariki

Makea Takau Ariki, född 1839, död 1911, var regerande drottning, ariki, av Makea Nui, en av stammen Te Au O Tongas tre hövdingadömen (av totalt fem hövdingadömen av samtliga stammar) på Raratonga på Cooköarna, från 1871 till 1911.

## Biografi
Makea Takau Ariki var dotter till drottning Makea Te Vaerua Ariki (r. 1845-1857) och adopterades av sin morbror/farbror Makea Davida (r. 1839-1845). 
Hennes mor efterträddes av sin bror Makea Daniela, i sin tur efterträdd av sin bror Makea Abera, som efter fem års regeringstid efterträddes av Makea Takau Ariki år 1871. Tre år senare blev hon dessutom drottning eller överhövding över hela Cooköarna, 1888-1900 formell ledare för hövdingarnas råd och 1891-1901 regeringschef. 
Hon var gift med hövdingen Ngamaru Rongotini Ariki. Sedan Franska Polynesien etablerats 1842 rådde en oro på Cooköarna över att bli annekterade av Frankrike, och 1865 bad man formellt britterna om beskydd. Cooköarna blomstrade under Makea Takau Arikis regeringstid, och hon beskrivs som en skicklig förhandlare som lyckades åtgärda utlandsskulden och öka exportinkomsterna. 
År 1888 undertecknade hon det traktat som gjorde Cooköarna till ett brittiskt protektorat, och år 1900 anslöts de till Nya Zeeland. 